# Aire urbaine des Sables-d'Olonne
L’aire urbaine des Sables-d’Olonne est une aire urbaine française constituée autour de la commune des Sables-d’Olonne, dans le département la Vendée, en région Pays-de-la-Loire.

## Caractéristiques

### Délimitation
D’après la délimitation établie en 2010 par l’Institut national de la statistique et des études économiques, l’aire urbaine des Sables-d’Olonne se compose de 4 communes, toutes situées dans le département de la Vendée, dans l’arrondissement des Sables-d’Olonne.
L’aire urbaine des Sables-d’Olonne appartient à l’espace urbain de La Roche-sur-Yon-Les Sables-d’Olonne.

### Communes du pôle urbain
Son pôle urbain est formé par l’unité urbaine des Sables-d'Olonne, qui est constituée d'une seule commune :
- Les Sables-d'Olonne.

### Communes rurales
En outre, l’aire urbaine comprend 3 autres communes, dites « communes rurales monopolarisées » dans le contexte de l’aire urbaine : 
- L'Île-d'Olonne ;
- Sainte-Foy ;
- Saint-Mathurin.

### Importance dans le contexte départemental
L’aire urbaine des Sables-d’Olonne représente au sein du département de la Vendée :
| Nombre de communes | Part du département | Superficie (km2) | Part du département | Population (hab.) | Part du département |
| ------------------ | ------------------- | ---------------- | ------------------- | ----------------- | ------------------- |
| 4                  | 1,55 %              | 144,02           | 2,14 %              | 54 529            | 7,87 %              |

## Composition
L'aire urbaine des Sables d'Olonne est composée des 4 communes suivantes,
| Nom                 | Code Insee | Statut           | Superficie (km2) | Population (dernière pop. légale) | Densité (hab./km2) |
| ------------------- | ---------- | ---------------- | ---------------- | --------------------------------- | ------------------ |
| L’Île-d’Olonne      | 85112      |                  | 19,23            | 2 805 (2022)                      | 146                |
| Les Sables-d’Olonne | 85194      | commune nouvelle | 85,66            | 48 740 (2022)                     | 569                |
| Saint-Mathurin      | 85250      |                  | 23,51            | 2 443 (2022)                      | 104                |
| Sainte-Foy          | 85214      |                  | 15,62            | 2 592 (2022)                      | 166                |

## Démographie
| 1968   | 1975   | 1982   | 1990   | 1999   | 2010   | 2015   |
| ------ | ------ | ------ | ------ | ------ | ------ | ------ |
| 30 417 | 33 205 | 35 318 | 38 769 | 42 933 | 48 036 | 49 601 |

| 2020   | - | - | - | - | - | - |
| ------ | - | - | - | - | - | - |
| 54 529 | - | - | - | - | - | - |